# Helius (Helius) lienpingensis
Helius (Helius) lienpingensis is een tweevleugelige uit de familie steltmuggen (Limoniidae). De soort komt voor in het Oriëntaals gebied.